# Jianyang (Fujian)
Jianyang is een stad in de provincie Fujian van China. Jianyang heeft meer dan 317.848 inwoners (2000). Jianyang is de zetel van het arrondissement Jianyang.

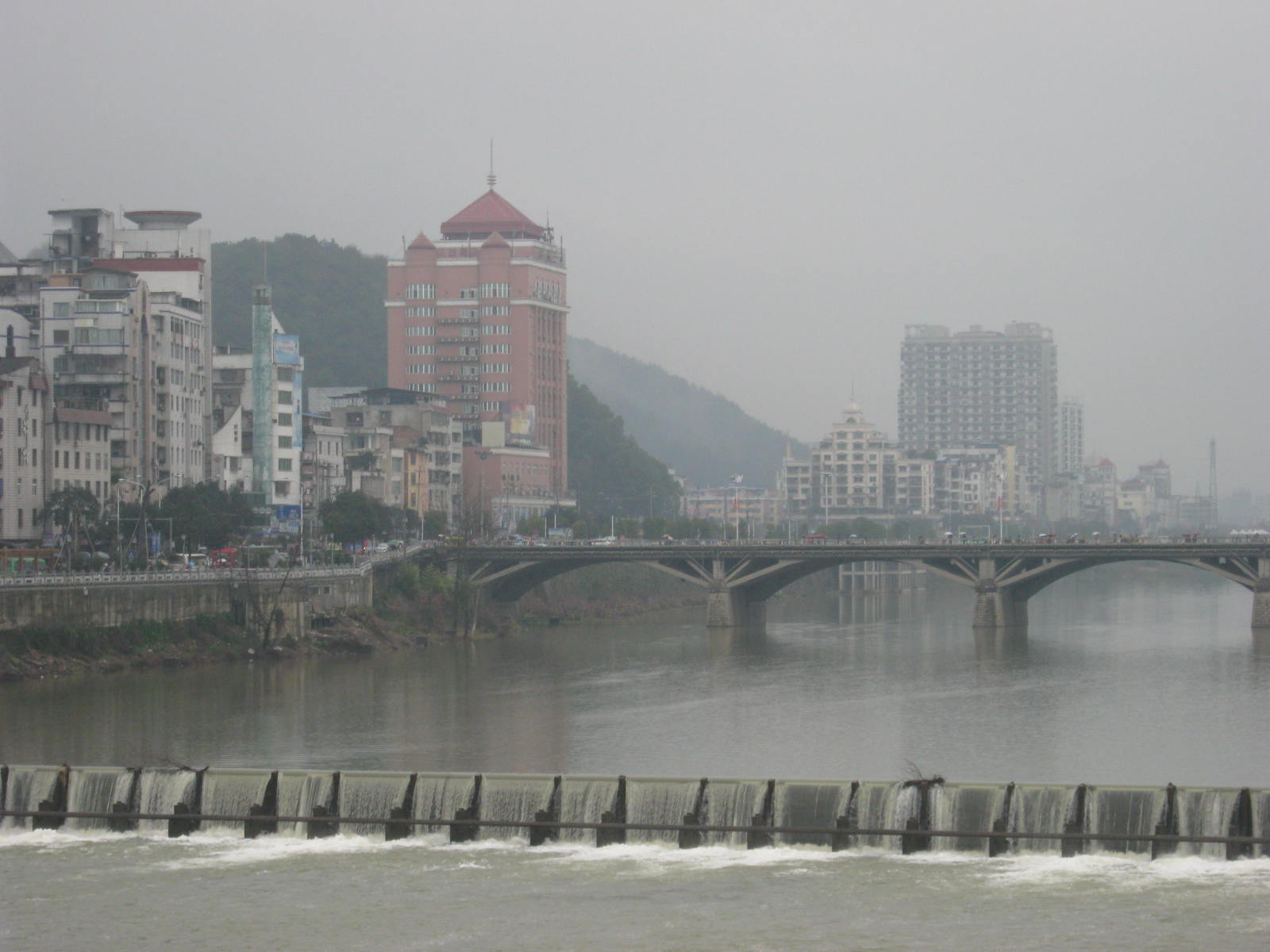
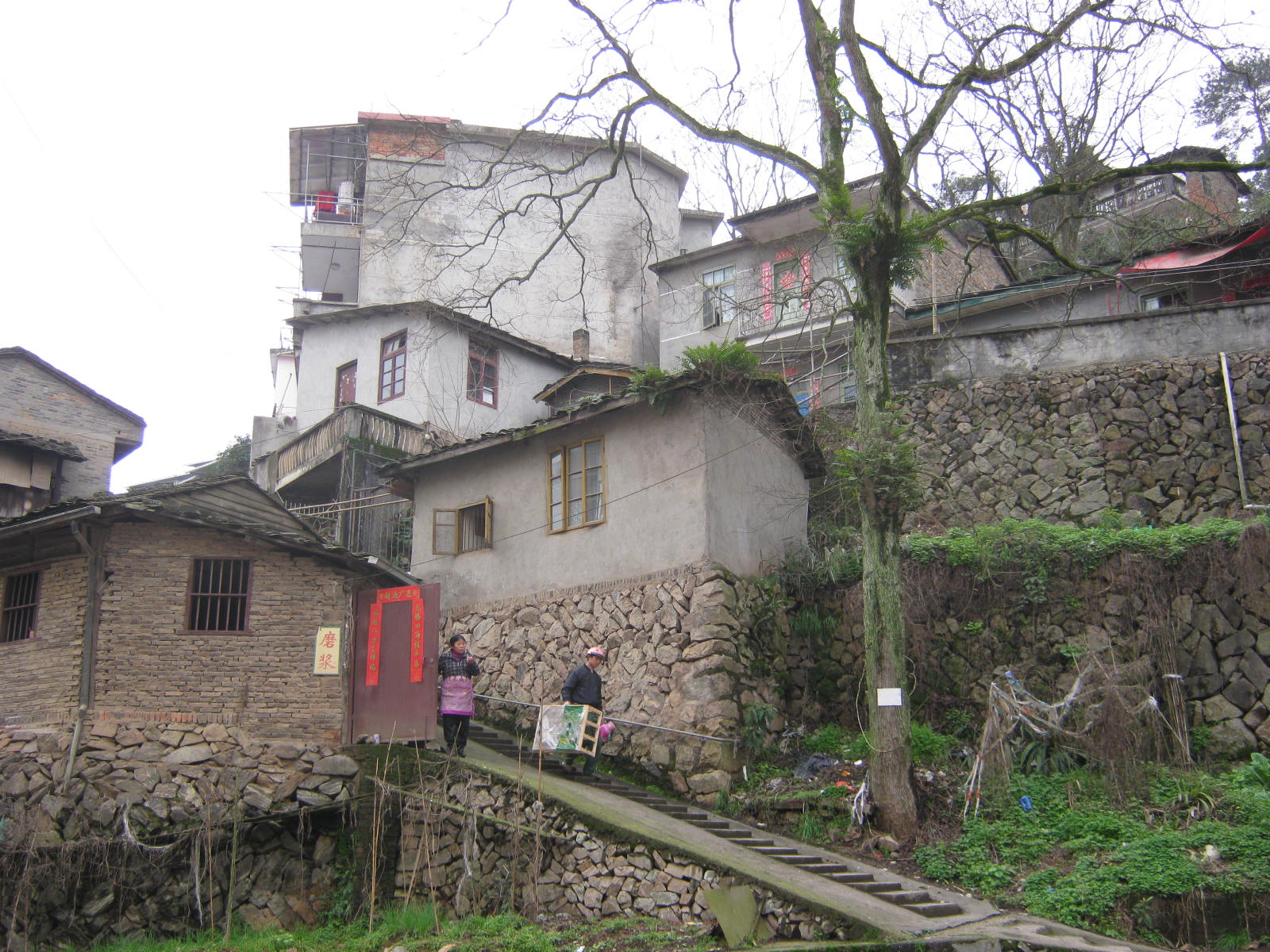
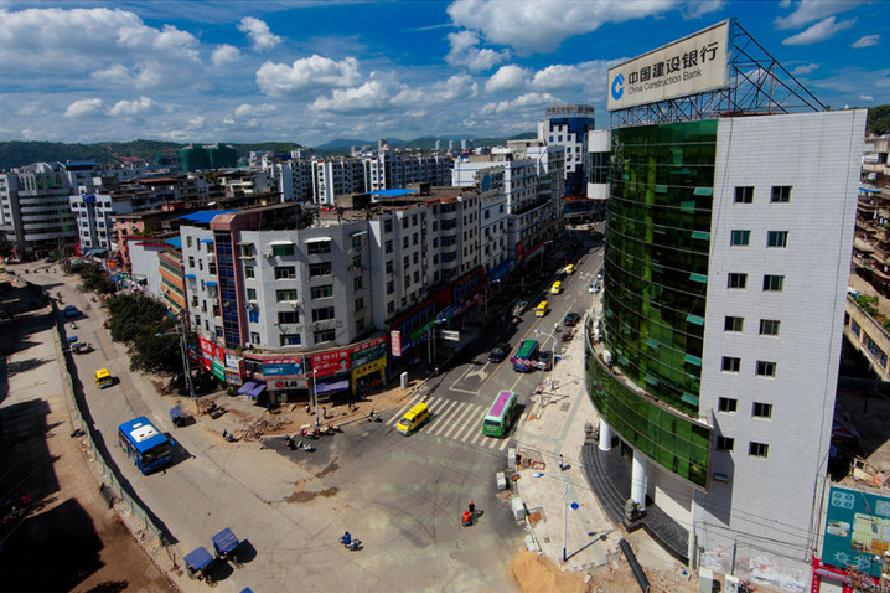
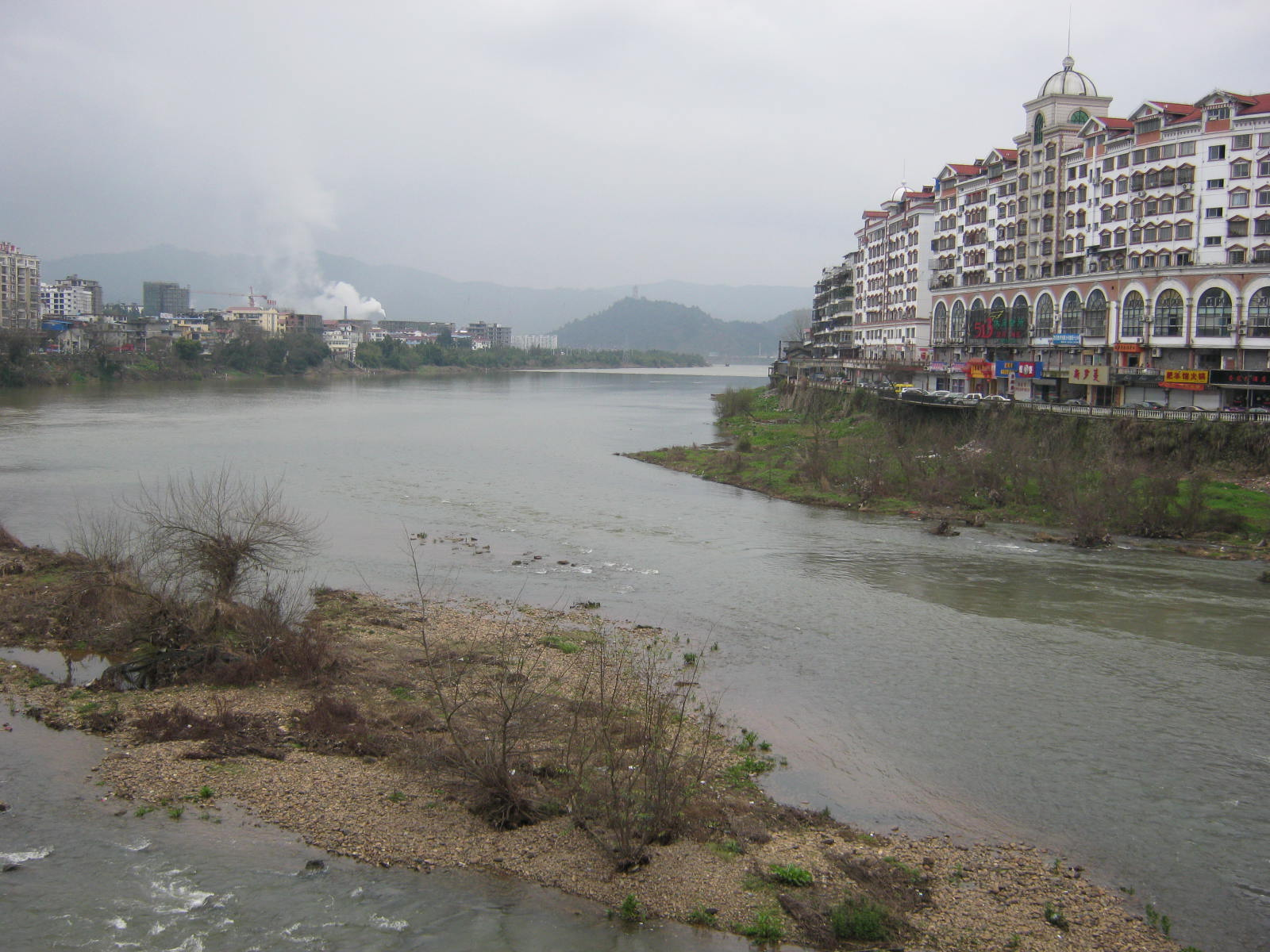
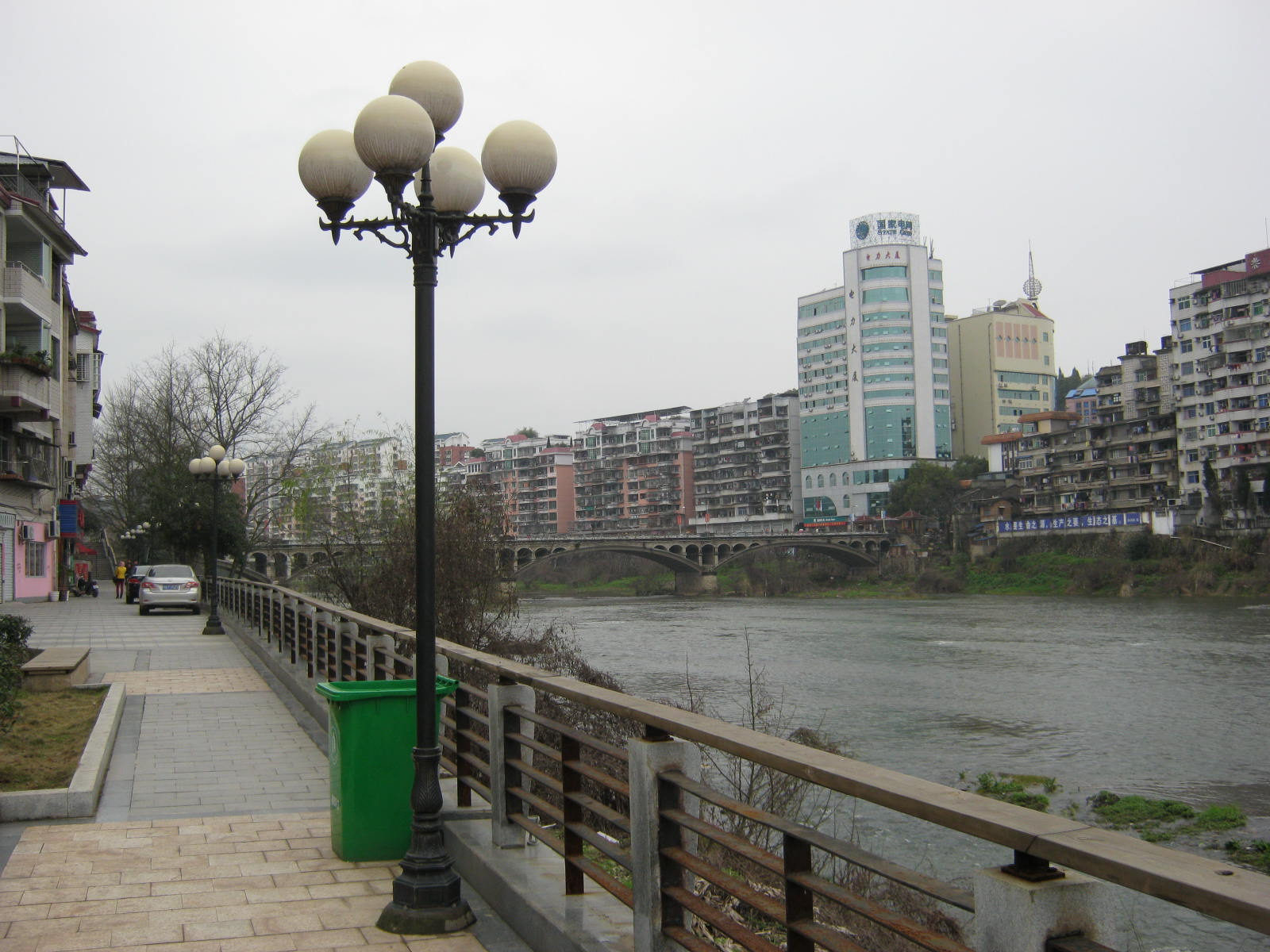
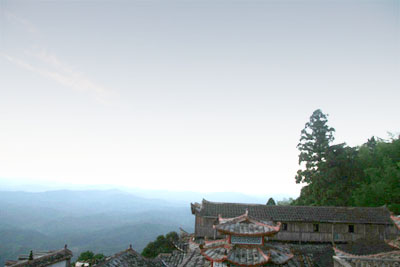
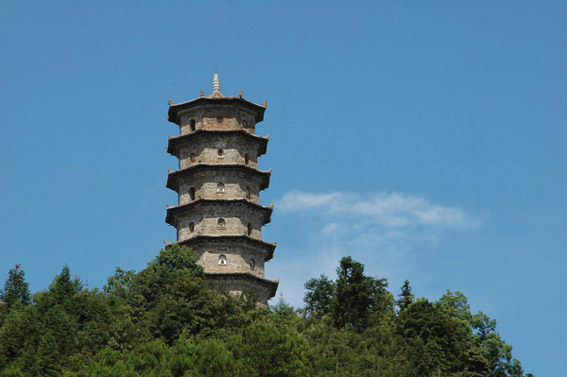